# 倉花千夏
倉花 千夏（くらはな ちなつ、11月24日 - ）、は元Nitro+CHiRAL社員で現在フリーの原画家、イラストレーター。女性。神奈川県出身。

## 人物
大学生時代の友人である淵井鏑と共にニトロプラスの姉妹ブランドである『Nitro+CHiRAL』に入社。たたなかな名義で原画家を務める。
2006年をもってNitro+CHiRALを退社し、フリーのイラストレーターとなる。

## 主な仕事歴

### アニメ
- うたの☆プリンスさまっ♪ シリーズ - キャラクター原案
  - うたの☆プリンスさまっ♪ マジLOVE1000%（2011年）[2]
  - うたの☆プリンスさまっ♪ マジLOVE2000%（2013年）[3]
  - うたの☆プリンスさまっ♪ マジLOVEレボリューションズ（2015年）[4]
  - うたの☆プリンスさまっ♪ マジLOVEレジェンドスター（2016年）[5]
  - 劇場版 うたの☆プリンスさまっ♪ マジLOVEキングダム（2019年）[6]
  - 劇場版 うたの☆プリンスさまっ♪ マジLOVEスターリッシュツアーズ（2022年）[7]
- アクエリオンEVOL（2012年） - （主要男性）キャラクター原案、EDイラスト
- サムライフラメンコ（2013年） - キャラクター原案[8]

### ゲーム
2000年代
- 咎狗の血（2005年2月25日、Nitro+CHiRAL） - キャラクターデザイン・原画 / たたなかな名義
- Lamento -BEYOND THE VOID-（2006年10月27日、Nitro+CHiRAL） - キャラクターデザイン・原画 / たたなかな名義
- Blade Chronicle（2009年5月21日、ゲームズアリーナ） - イメージイラスト

2010年代
- うたの☆プリンスさまっ♪（2010年6月24日、ブロッコリー） - キャラクターデザイン原案・原画
- 最後の約束の物語（2011年4月28日、イメージエポック） - キャラクターデザイン
- 戦国大戦（2012年、セガ） - カードデザイン（内藤昌豊、堀秀政）
- ゴシップガール〜NYで恋の予感〜（2012年、ボルテージ） - キャラクターデザイン原案
- SYMPHONICA グランド・マエストロ（2012年10月18日、スクウェア・エニックス） - キャラクターデザイン・原画・彩色
- とびたて! 超時空トラぶる花札大作戦（2012年11月29日、TYPE-MOON） - キャラクターデザイン（ケイネス・エルメロイ・アーチボルト、ソラウ・ヌァザレ・ソフィアリ、ランサー）
- ゴシップガール〜セレブな彼の誘惑〜（2013年、ボルテージ） - キャラクターデザイン原案
- インペリアル サガ（2015年6月18日、スクウェア・エニックス） - キャラクターデザイン
- 魔都紅色幽撃隊（2014年4月10日、アーク・システムワークス） - キャラクター原案、イラスト
- 魔都紅色幽撃隊 DAYBREAK SPECIAL GIGS（2015年11月26日、アーク・システムワークス） - キャラクター原案
- 7'scarlet（2016年7月21日、オトメイト） - キャラクターデザイン
- Fate/Grand Order（2017年 - 2022年、TYPE-MOON） - キャラクターデザイン（コンスタンティノス11世）・概念礼装イラスト
- オトメ勇者（2017年12月16日、レベルファイブ） - キャラクターデザイン
- ファイアーエムブレム 風花雪月（2019年7月26日、任天堂） - キャラクターデザイン
- ファイアーエムブレム ヒーローズ（2020年10月30日、任天堂） - 「救国の王 ディミトリ」イラスト
- ファイアーエムブレム無双 風花雪月（2022年6月24日、コーエーテクモゲームス） - キャラクターデザイン

### その他
- ドラマCD ひぐらしのなく頃に アペンドディスク02 CDジャケットイラスト
- 月刊コミックブレイドアヴァルス（マッグガーデン） - 表紙イラスト（創刊号 - 2008年9月号）
- 葬月記（著：和泉桂、一迅社文庫アイリス） - 挿絵
- 紺碧のサリフィーラ（著：天堂里砂、C★NOVELSファンタジア） -挿絵
- ソードジャンカー（著：神代創、GA文庫） - 挿絵
- V.T.R.（著：辻村深月、講談社ノベルス） - 表紙イラスト
- コミックシルフANIMA ARTEピンナップ - 連載
- 小説Wingsポスター - 連載
- 癒されBar若本 vol.3 - CDジャケットイラスト
- 壬生狼真伝 - CDジャケットイラスト
- 君死ニタマフ事ナカレ（原作：ヨコオタロウ、作画：森山大輔 『月刊ビッグガンガン』〈スクウェア・エニックス〉連載） - 制服デザイン原案
- Fate/Apocrypha - キャラクターデザイン：ウィリアム・シェイクスピア
- 叛獄の王子（著：C・S・パキャット、訳：冬斗亜紀、モノクローム・ロマンス文庫）
- Re:フォロワー - イメージキャライラスト
- さらざんまい『アンソロジー みんなでさらざんまい』（幻冬舎コミックス） - カラーイラスト[12]

### 画集
- THE ART OF CHINATSU KURAHANA
- Story Of Chinatsu Kurahana
- Prithm

### モバイル
- 倉花千夏works（発売元：GAMERSmobile / 株式会社アイロゴス） - ケータイメニュー